# 10481 Esipov
10481 Esipov è un asteroide della fascia principale. Scoperto nel 1982, presenta un'orbita caratterizzata da un semiasse maggiore pari a 2,3476242 UA e da un'eccentricità di 0,1867616, inclinata di 2,48566° rispetto all'eclittica.